# Línguas bodo
As línguas bodo são uma pequena subfamília das línguas bodo-garo, um grupo das línguas tibeto-birmanesas faladas no oriente da Índia e do Nepal e em Bangladesh. O termo "línguas bodo" às vezes é usado para referir-se à família bodo-garo como um todo.